# Сан-Висенти-ду-Сул
Сан-Висенти-ду-Сул (порт. São Vicente do Sul) — муниципалитет в Бразилии, входит в штат Риу-Гранди-ду-Сул. Составная часть мезорегиона Западно-центральная часть штата Риу-Гранди-ду-Сул. Входит в экономико-статистический микрорегион Санта-Мария. Население составляет 8898 человек на 2006 год. Занимает площадь 1 174,939 км². Плотность населения — 7,6 чел./км².

## История
Город основан 29 апреля 1876 года.

## Статистика
- Валовой внутренний продукт на 2003 составляет 74.573.706,00 реалов (данные: Бразильский институт географии и статистики).
- Валовой внутренний продукт на душу населения на 2003 составляет 8.631,22 реалов (данные: Бразильский институт географии и статистики).
- Индекс развития человеческого потенциала на 2000 составляет 0,807 (данные: Программа развития ООН).